# Monochoria vaginalis
Monochoria vaginalis là một loài thực vật có hoa trong họ Pontederiaceae. Loài này được (Burm.f.) C.Presl mô tả khoa học đầu tiên năm 1827.